# Erzini járás

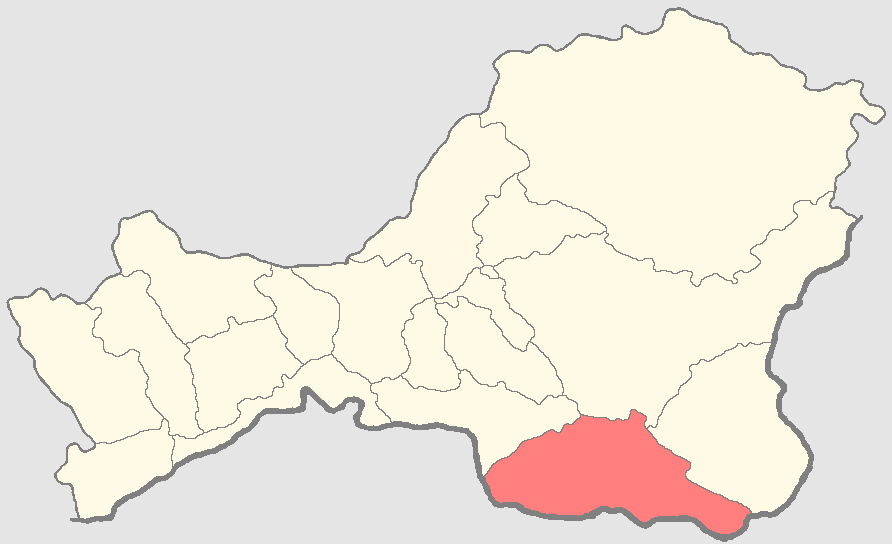
Az Erzini járás a Tuvai Köztársaságban

Az Erzini járás (oroszul Эрзинский кожуун, tuvai nyelven Эрзин кожуун) Oroszország egyik járása a Tuvai Köztársaságban. Székhelye Erzin.

## Népesség
- 1989-ben 8 633 lakosa volt.
- 2002-ben 8 081 lakosa volt.
- 2010-ben 8 280 lakosa volt.